# Clube da Esquina (album)
Clube da Esquina est un album double du collectif du même nom paru en 1972 et crédité à Milton Nascimento et Lô Borges. Il est considéré comme un des albums les plus importants de la MPB.

## Réception
Le magazine Spin situe l'album à la 19ème place des meilleurs albums de 1972 et le considère comme un des albums les plus influents et ambitieux de la musique brésilienne. L'édition brésilienne de Rolling Stone le place 7ème meilleur album brésilien de tous les temps. En 2022, un panel de 162 spécialistes l'élit meilleur album de musique brésilienne.
Cependant, Márcio Borges (pt), parolier membre du collectif et grand frère de Lô, rapporte qu'à l'époque de la sortie du disque, les critiques étaient négatives, qu'elles n'avaient « rien compris à l'œcuménisme interracial, international, interplanétaire proposé par les dissonances intemporelles de « Bituca » (Nascimento) » et qu'ils « méprisaient les trouvailles de Chopin et l'amour beatlemaniaque du petit Lô ».

## Couverture
La couverture représente deux jeunes garçons, l'un noir et l'autre blanc, assis dans la terre. Il ne s'agit pas comme cela a parfois été supposé de Nascimento et Borges eux-mêmes, mais de deux garçons des alentours de Nova Friburgo dans l'État de Rio de Janeiro photographiés en 1971 par Carlos Filho dit Cafi. Le photographe  décrit la photo comme « une image forte, le visage du Brésil ». Ils sont restés anonymes jusqu'à ce qu'à l'occasion du quarantième anniversaire de l'album en 2012, des journalistes les recherchent et déterminent qu'il s'agit de José Antônio Rimes, dit Tonho, et Antônio Carlos Rosa de Oliveira, dit Cacau. Rimes et Oliveira ont intenté un procès à Borges, Nascimento et EMI pour être dédommagés de l'utilisation de leur image. Le photographe Cafi, quant à lui, est mort le 1er janvier 2019.